# Parafia św. Stanisława BM w Skrzyszowie
Parafia Świętego Stanisława Biskupa Męczennika w Skrzyszowie - parafia rzymskokatolicka znajdująca się w diecezji tarnowskiej w dekanacie Tarnów Wschód. Erygowana przed 1350. Mieści się pod numerem 1.
Od 2022 proboszczem parafii jest ks. Tomasz Lelito.